# 马雷舍夫卡市镇
马雷舍夫卡市镇（俄语：Малышевское муниципальное образование）是俄罗斯联邦伊尔库茨克州乌斯季乌达区所属的一个市镇。其下辖有3个居民点，行政中心为马雷舍夫卡。据2016年统计，该市镇的人口为907人。